# Apă (film din 2007)
Apă este un film românesc din 2007 regizat de Constantin Popescu jr.. Rolurile principale au fost interpretate de actorii Mihai Constantin, Dragoș Bucur, Andi Vasluianu.

## Distribuție
- Andi Vasluianu
- Dragoș Bucur
- Mihai Constantin — Dobre
- Ion Bechet